# Magny, Haut-Rhin
Magny là một xã ở tỉnh Haut-Rhin trong vùng Grand Est ở đông bắc Pháp. Xã này có diện tích 4,3 km², dân số năm 1999 là 252 người. Khu vực này có độ cao 360 mét trên mực nước biển.